# Tony Silva
Antonio Silva más conocido como Tony Silva (Cuba; 25 de agosto de 1960) es un ornitólogo, avicultor y autor estadounidense de libros y artículos sobre loros. De 1989 a 1992 se desempeñó como curador de aves en Loro Parque (el parque de loros más grande del mundo). En 1996, fue condenado por conspirar para contrabandear loros raros a los Estados Unidos y por evasión de impuestos.

## Primeros años y carrera
Silva nació en Cuba en 1960 y emigró a los Estados Unidos con sus padres a una edad temprana. Sus padres alentaron su amor por las aves como pasatiempo para evitar que se metiera en problemas y comenzó a estudiar, recolectar y criar aves a los nueve años. Silva se enamoró de los loros a los 10 años cuando descubrió los guacamayos en una tienda de mascotas local. Cuando era un adolescente, se enamoró aún más después de recibir un periquito. El aviario de Silva fue financiado originalmente por su padre (que era dueño de una empresa que fabricaba componentes de televisión), más tarde complementado con sus propios ingresos de criar loros, juzgar concursos de loros y dar conferencias y escribir sobre loros.
Comenzó a escribir artículos sobre aves a los 16 años, y a los 20 ya había publicado su primer libro. En 1981 recibió el premio Silver Avy Award de la Federación Estadounidense de Avicultura (AFA) por ser el primero en los Estados Unidos en criar loros choroy en cautiverio con éxito. Silva fue autodidacta y no asistió a la universidad, pero a los 25 años ya era considerado una autoridad en loros y era respetado como un criador exitoso. En 1986 se convirtió en vicepresidente regional del Medio Oeste de la AFA. Para 1987 estaba operando una tienda de mascotas llamada Tropifauna en las afueras de Chicago. En agosto de 1989 se convirtió en Curador de Aves en Loro Parque, Tenerife, (Islas Canarias), el mayor parque de loros del mundo, puesto que ocupó hasta enero de 1992. Luego viajó mucho para estudiar loros en la naturaleza y escribió cientos de artículos y varios libros sobre ellos.
Silva era bien conocido como conservacionista: se oponía abiertamente a la caza furtiva y el contrabando, además estuvo involucrado en los primeros esfuerzos para salvar al guacamayo de Spix. Aunque era muy respetado entre los avicultores, la comunidad científica lo veía con escepticismo ya que para algunos era simplemente un divulgador de las ideas de otros; para otros, era un "charlatán" que promovía la conservación de la vida silvestre, pero de quien se sospechaba que se dedicaba al comercio ilegal de vida silvestre ya en 1980.

## Contrabando
Poco después de que comenzara a vender aves, se cree que comenzó a complementar sus propias aves con otras obtenidas en el mercado negro, antes de pasar finalmente al contrabando. Entre al menos 1986 y 1991, Silva conspiró para contrabandear aves protegidas valoradas en más de $ 1.3 millones de dólares en los Estados Unidos, sin declarar estos ingresos en sus impuestos.
Mientras trabajaba en Loro Parque, su madre dirigió la operación de contrabando en su nombre.
Las aves fueron proporcionadas por coconspiradores en América del Sur y enviadas a México o Argentina antes de ser descargadas y contrabandeadas a los Estados Unidos. Las aves de contrabando a menudo se ocultaban mezclándolas en un envío de aves importadas legalmente; Silva y sus cómplices sacaron a escondidas las aves contrabandeadas mientras el envío esperaba la inspección de cuarentena. Otras aves fueron introducidas de contrabando en tubos de plástico, contenedores de cartón y maletas de fondo falso, pero muchas murieron durante el transporte debido a la falta de comida, agua y aire fresco, y se cree que muchas más murieron durante la captura. Las aves fueron transportadas a una habitación de motel en el área de Chicago, donde fueron sexuadas quirúrgicamente y provistas de documentos falsificados para que pudieran venderse en el mercado legal. Algunas de las aves se anunciaron públicamente para la venta en la revista American Cage-bird.

### Operación Renegado

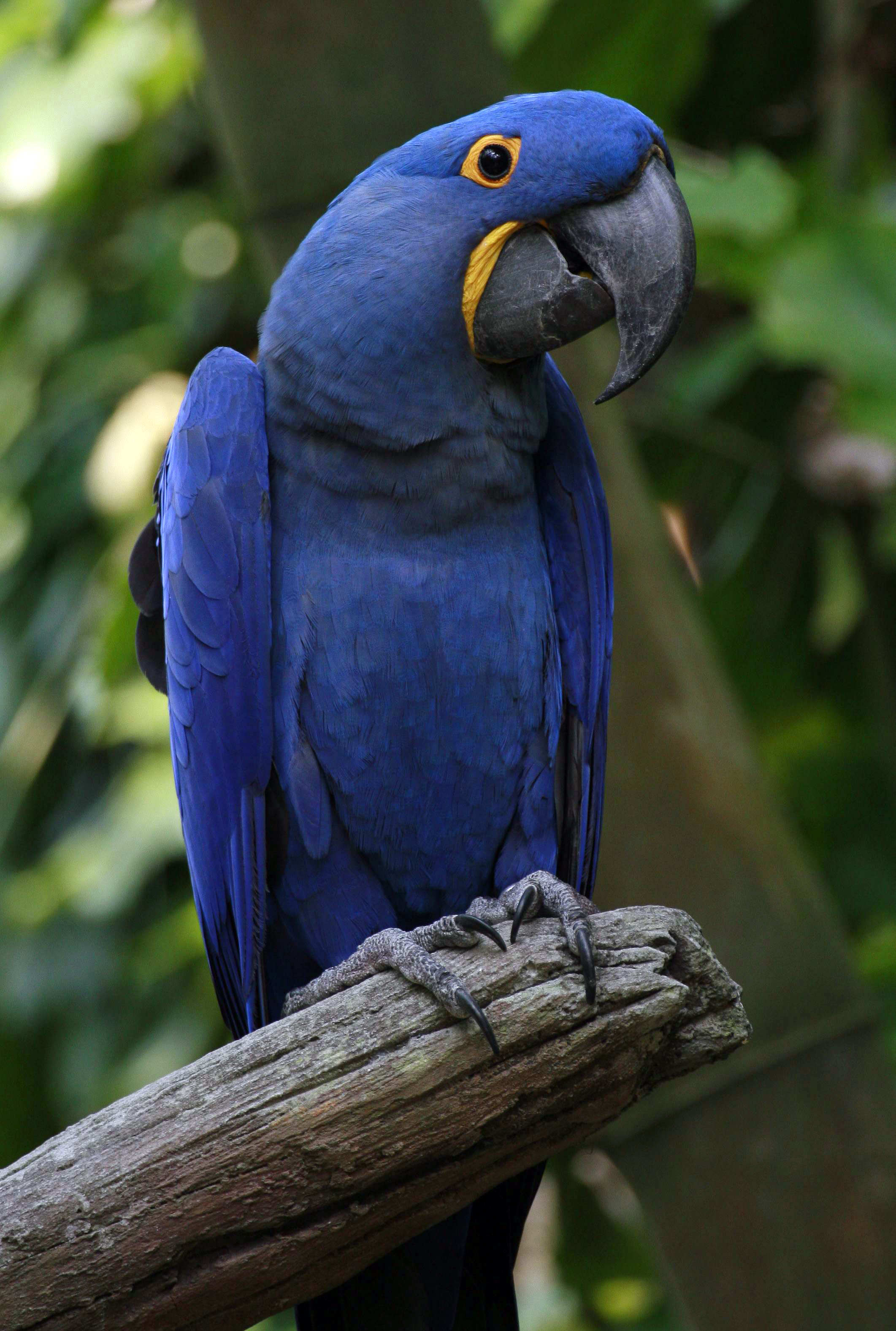
Silva fue acusado de contrabandear al menos 186 guacamayos jacinto a Estados Unidos. En ese momento, cada uno tenía un valor en la calle de $ 5,000 a $ 12,000.

En 1989, Silva se convirtió en una persona de interés en una investigación internacional sobre el contrabando de aves conocida como "Operación Renegado" dirigida por el Servicio de Pesca y Vida Silvestre de los Estados Unidos (USFWS). Silva había sido puesto en conocimiento de las autoridades cuando el narcotraficante convicto Mario Tabraue se convirtió en informante, alegando que había recibido un cargamento de 35 guacamayos jacintos como contrabando de Silva, que llegaron enfermos y murieron poco después.
A principios de 1990, el amigo de Silva, Jim Mackman, se acercó a las autoridades después de descubrirlo que había estado contrabandeando aves protegidas. Entre 1990 y 1992, Mackman trabajó como informante encubierto para USFWS, grabando en secreto más de 100 conversaciones con Silva y su madre sobre su operación de contrabando. Una orden de registro ejecutada el 16 de enero de 1992 resultó en la incautación de 103 loros, algunos de los cuales estaban protegidos o importados ilegalmente. La búsqueda también reveló libros de contabilidad que documentaban transacciones ilegales y fotografías de aves que habían muerto en el camino a hacía Tony Silva; mientras los fiscales alegaron que Silva utilizó estas fotografías para justificar la retención de pagos a su proveedor.
Entre noviembre de 1994 y abril de 1995, fue acusado de 20 cargos, incluidos cargos de conspiración para cometer contrabando de vida silvestre, así como cargos de evasión de impuestos y perjurio. Luego fue acusado de contrabandear al menos 186 guacamayos jacintos a los Estados Unidos; esto comprendía entre el 5 y el 10 % de la población mundial, también fue acusado de tráfico ilegal, el transporte, o poseer un número de otras aves como Pyrrhura perlata, guaruba guarouba, amazona vinacea, cacatúas,flamencos y tucanes toco. Además se sospechaba que había contrabandeado guacamayos de Spix, pero esto no se pudo probar.
El 30 de enero de 1996, Silva se declaró culpable como parte de un acuerdo de culpabilidad de un cargo de conspiración por violar las leyes de vida silvestre y de aduanas y un cargo de presentar una declaración de impuestos falsa. Más tarde intentó revertir su declaración de culpabilidad, pero el tribunal no lo permitió. El 18 de noviembre de 1996 fue condenado por contrabandear más de 450 aves protegidas y siete monos a los Estados Unidos. Fue sentenciado a 82 meses de prisión, multado con 100 000 dólares y se le ordenó realizar 200 horas de servicio comunitario durante un período de prueba de tres años después de su sentencia de prisión. En ese momento, esta fue la sentencia más severa por contrabando de aves en los Estados Unidos, impuesta por el juez debido a la "gran crueldad" infligida a las mismas.
Silva fue encarcelado en el campo de prisión federal de Duluth. Las apelaciones de su condena fueron infructuosas, al igual que un intento de demandar al gobierno de los Estados Unidos por el valor de los loros confiscados durante la búsqueda de 1992. Finalmente quedó en libertad en mayo de 2002.

## Vida después de la cárcel
A pesar de haberse declarado culpable, Silva ha mantenido públicamente su inocencia, sugiriendo que estaba importando aves para preservar la especie más no para obtener ganancias financieras. También ha cuestionado la credibilidad de los testigos en su contra y ha alegado irregularidades por parte del gobierno de Estados Unidos en la búsqueda de su condena.
En 2016 trabajó para una empresa de energía y tenía aves como pasatiempo, además de operar un centro de rescate. Ha continuado activo en los círculos de la avicultura como escritor y conferencista.
En 2017, Silva y sus colegas propusieron una nueva especie de loro: la amazona de alas azules, aunque se ha cuestionado la existencia de la especie.

## Publicaciones seleccionadas

### Libros
- Silva, T. & Kotlar, B. (1980). Discus. Tetra Press. ISBN 0969264046
- Silva, T. & Kotlar, B. (1981). Breeding Lovebirds. TFH Publications. ISBN 0-87666-831-7
- Silva, T. & Kotlar, B. (1989). Conures. TFH Publications. ISBN 0-86622-739-3
- Silva, T. (1989). A Monograph of Endangered Parrots. Silvio Mattacchione & Co. ISBN 0969264046
- Silva, T. (1991). Psittaculture: The Breeding, Rearing and Management of Parrots. Silvio Mattacchione & Co. ISBN 1895270022
- Silva, T. (1993). A Monograph Of Macaws and Conures. Silvio Mattacchione & Co. ISBN 1895270006

### Artículos revisados por pares
- Jordan, R., & Silva, T. (1991). Breeding and rearing Salvadori's fig parrot: Psittaculirostris salvadorii at Loro Parque, Tenerife, International Zoo Yearbook 30:173-177.
- Silva, T. (1994). Breeding the Spix's Macaw (Cyanopsitta spixii) at Loro Parque, Tenerife, International Zoo Yearbook  33:176-180.
- Silva, T., Guzmán, A., Urantówka, A.D., & Mackiewicz, P. (2017). A new parrot taxon from the Yucatán Peninsula, Mexico—its position within genus Amazona based on morphology and molecular phylogeny. PeerJ 5: e3475.